# Heitor Pinto da Luz e Silva
Heitor Pinto da Luz e Silva (Florianópolis, 1 de dezembro de 1879 — Rio de Janeiro, 6 de fevereiro de 1949) foi um farmacêutico e escritor brasileiro.
Filho de Eliseu Guilherme da Silva e Raquel Amélia Pinto da Luz e Silva.
Foi membro do Instituto Histórico e Geográfico de Santa Catarina e fundador da cadeira 12 da Academia Catarinense de Letras, empossado em 15 de novembro de 1921.